# Могильная (деревня)
Могильная — деревня в Мишкинском районе Курганской области России. Входит в состав Краснознаменского сельсовета.

## География
Деревня находится на западе Курганской области, в пределах юго-западной части Западно-Сибирской равнины, в лесостепной зоне, на расстоянии примерно 11 километров (по прямой) к юго-западу от Мишкина, административного центра района.

### Климат
Климат характеризуется как континентальный, с холодной продолжительной малоснежной зимой и тёплым сухим летом. Среднегодовая температура — 2,1 °C. Средняя максимальная температура воздуха самого тёплого месяца 23 — 26 °C. Безморозный период длится 115—119 дней. Годовое количество атмосферных осадков — 370—380 мм.

## Население
| 1989 | 2002 | 2010 |
| ---- | ---- | ---- |
| 66   | ↘40  | ↘11  |

### Национальный состав
Согласно результатам Всероссийской переписи населения 2002 года, в национальной структуре населения русские составляли 90 %.